# Jean-Baptiste Bruxelle
Jean-Baptiste Bruxelle (né le 9 juillet 2002 à Amiens) est un athlète français, spécialiste du lancer du marteau.

## Biographie
Champion de France cadet en 2018 et 2019, et troisième des championnats de France élite 2021, il remporte la médaille de bronze lors des championnats d'Europe juniors 2021, à Tallinn, avec la marque de 77,90 m (marteau de 6 kg). En août 2021, il remporte la médaille de bronze aux championnats du monde juniors, à Nairobi au Kenya, avec 77,70 m (marteau de 6 kg).

## Palmarès
| Date | Compétition                   | Lieu    | Résultat | Marque  |
| ---- | ----------------------------- | ------- | -------- | ------- |
| 2021 | Championnats d'Europe juniors | Tallinn | 3e       | 77,90 m |
| 2021 | Championnats du monde juniors | Nairobi | 3e       | 77,70 m |

## Records
| Épreuve                  | Temps   | Lieu              | Date            |
| ------------------------ | ------- | ----------------- | --------------- |
| Lancer du marteau        | 75,20 m | Salon de Provence | 6 mars 2022     |
| Lancer du marteau (6 kg) | 80,94 m | Bondoufle         | 10 juillet 2021 |